# 핏불 (래퍼)
아르만도 크리스티안 페레스(스페인어: Armando Christian Pérez, 1981년 1월 15일 ~ )는 핏불(Pitbull)이라는 이름으로 활동하는 쿠바 출신 미국의 랩퍼, 가수, 프로듀서이다. 미스터 월드와이드(Mr. Worldwide)라는 별명을 갖고 있다. 그의 첫 녹음 작품은 릴 존의 2002년 앨범 Kings of Crunk에 수록되어 있으며, 그 후에 2004년에 TVT 레코드에서 데뷔 앨범 M.I.A.M.I. (Money Is a Major Issue의 약자)를 발매하였다. 그로부터 2006년에는 El Mariel, 2007년에는 The Boatlift를 같은 레이블에서 발매하였다. 그리고 2009년에는 싱글곡인 I Know You Want Me (Calle Ocho)와 Krazy가 수록되어있는 정규앨범 Rebelution을 발매한다. Krazy는 빌보드 핫 100 차트에서 30위와 핫 랩 차트에서 11위를 기록하고, "I Know You Want Me"는 핫 100 차트에서 2위를 기록하고 영국, 캐나다, 이탈리아, 네덜란드 등 국가의 음악차트에서 10위 안을 기록하였다. 빌보드 매거진에 따르면 이 노래는 2009년 8월 마지막 주에 프랑스와 유러피안 핫 100 차트에서 1위를 기록했다고 한다. 그 후 그는 폴로 그라운드 뮤직을 통해 소니 뮤직과 계약하고 자신 만의 레이블인 Mr. 305 Inc.를 만든다. Rebelution에 수록되어 있는 다른 싱글 곡들은 "Bianco"와 "Hotel Room Service"인데 "Hotel Room Service"는 핫 100 차트에서 8위를 기록하였다. 이 앨범은 전 세계적으로 7.5 백만장이 디지털 싱글과 앨범의 형태로 팔렸다고 한다.
또한 페레즈는 미국에서 방영되는 스페인어 케이블 방송 채널 Mun2에서 La Esquina (스페인어로 코너라는 뜻)라는 프로그램의 진행자를 맡고있다.
2005년에는 페레즈와 랩퍼 디디가 Bad Boy Latino라는 레이블을 함께 공동 창립한다. 라틴 랩, 라틴 소울과 트로피컬 뮤직을 중심으로 마이애미와 뉴욕에 사무소가 있다. 공동 창립과 더불어, 페레즈는 레이블의 A&R부를 이끌고 있다.
페레즈는 드레이크, 리한나, 트레이 송즈와 함께 코닥의 "So Kodak" 캠페인의 홍보대사로 발촉되었으며, 닥터 페퍼의 "Vida 23" 캠페인에도 새로운 곡을 녹음하면서 홍보하였다.
거의 매년 꾸준하게 앨범을 발매하고 있으며, 2014 브라질월드컵 주제가인 제니퍼로페즈 & 브라질 여가수 클라우디아 레이테 (Claudia Leitte)와 함께 'We Are One (Ole Ola) 녹음에 참여했다.

## 음반
- M.I.A.M.I. (2004)
- El Mariel (2006)
- The Boatlift (2007)
- Rebelution (2009)
- Armando (2010)
- Planet Pit (2011)
- Global Warming (2012)
- Globalization (2014)
- Mr. Worldwide (2015)
- Dale (2015)